# Museo Arqueológico de Citnos
El Museo Arqueológico de Citnos es uno de los museos de Grecia. Está ubicado en una antigua escuela primaria de Jora, la capital de la isla de Citnos, del archipiélago de las Cícladas. El museo fue inaugurado en 2023.
Las colecciones del museo proceden de las excavaciones realizadas en varios yacimientos arqueológicos de la isla de Citnos, que incluyen hallazgos procedentes de la antigua ciudad de Vryokastro, del asentamiento mesolítico de Marulás, de Maistralia y de un santuario en Agia Marina. También se encuentran en el museo hallazgos dispersos, así como elementos arquitectónicos de diferentes períodos que proceden de varios lugares de la isla.
|  |
|  |

|  |
|  |

|  |
|  |